# Блэк, Холли
Холли Блэк (англ. Holly Black; род. 10 ноября 1971) — американская писательница, журналистка, редактор. Наиболее известна как автор циклов «Спайдервик. Хроники» и «Зачарованная».

## Биография
Родилась в Нью-Джерси и детство провела в «ветхом викторианском доме». В 1994 году окончила колледж Нью-Джерси со степенью бакалавра английской словесности. Работала выпускающим редактором в медицинских журналах. В 1996 году писала для журнала о ролевых играх и редактировала его. Училась на библиотекаря в университете Рудгерса, но бросила его, когда вышла её первая книга.
В 1999 году Холли вышла замуж за своего школьного друга Тео Блэка, художника-иллюстратора и веб-дизайнера.
В настоящее время она живёт в Амхерсте, штат Массачусетс, с мужем и сыном Себастьяном.

## Творчество
В 2002 в нью-йоркском издательстве «Саймон энд Шустер» вышел её первый роман «Зачарованная», который удостоился благожелательных отзывов у критиков и был включен Американской библиотечной ассоциацией в список рекомендуемой литературы для подростков. В том же фантастическом мире, населенном сказочными существами фейри и находящемся по соседству с реальным миром, происходит действие романов «Отважная» и «Решительная». Роман «Отважная» был удостоен премии Андре Нортон за достижения в литературе для подростков и попал в финал премии Mythopoeic Awards. В 2018 году вышла книга «Королева ничего», последняя книга из серии романов «Folk of the air».